# Eduard Johns

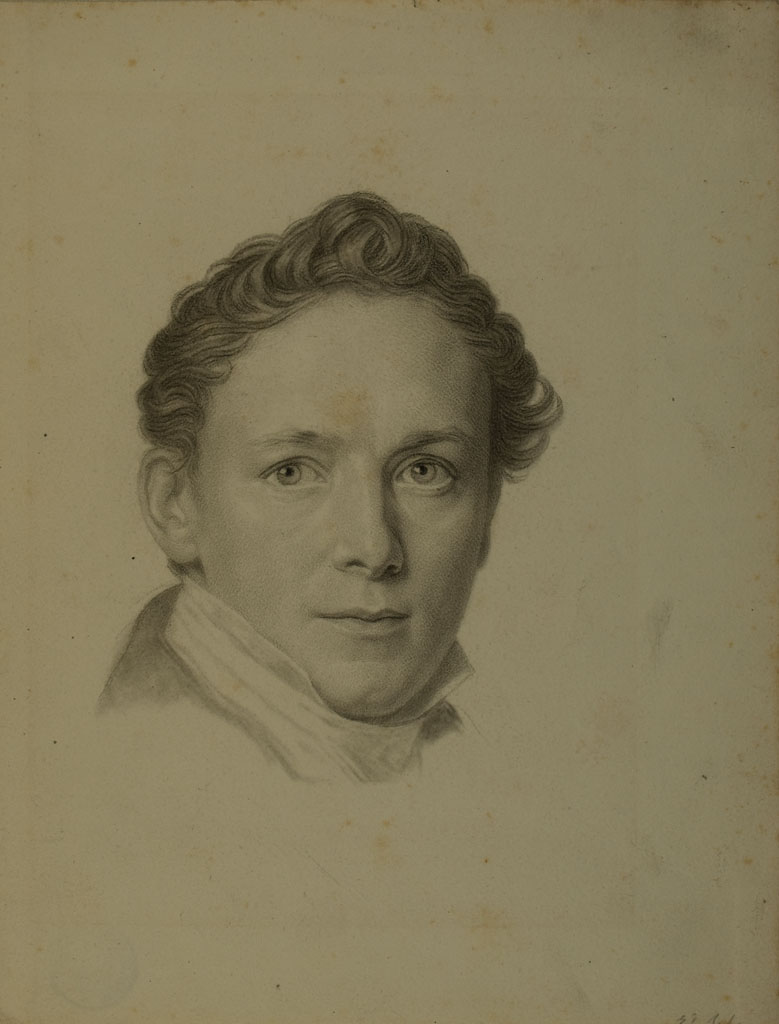
Eduard Johns, Stich (um ca. 1835)

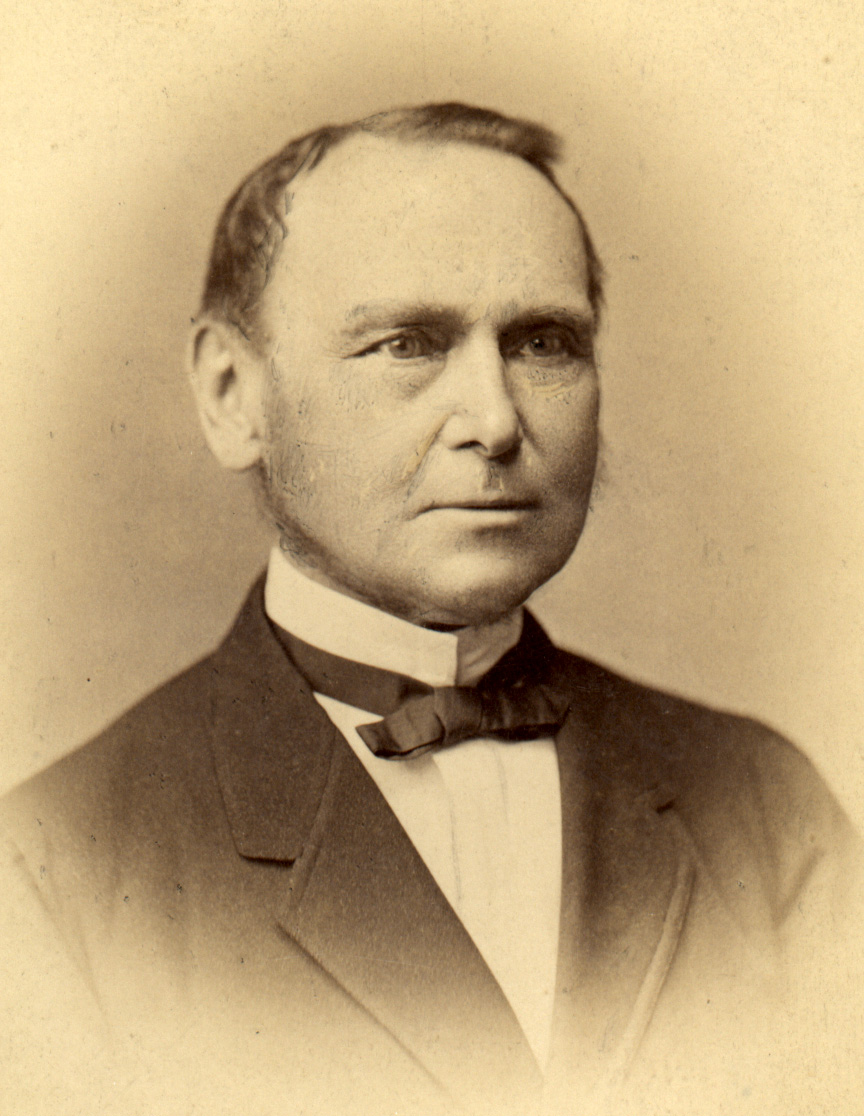
Eduard Johns, Fotografie (1875)

Eduard Johns (* 11. August 1803 in Hamburg; † 23. Dezember 1885 ebenda) war ein Hamburger Kaufmann und Senator. 

## Herkunft und Familie
Johns war der Sohn von Christian Jacob Johns (1781–1861) und Charlotte Wilhelmine Jürgens. Nach einer ersten Ehe vom 30. Januar 1830 mit Anna Louise Schönhütte († 1834) war er seit 1835 mit Maria, geb. Schmidt (* 1. April 1810; † 29. März 1890), verheiratet.
Johns war verwandt mit den Inhabern der Werft Johns auf der sogenannten Johns’sche Ecke am Großen Grasbrook im Hamburger Hafen, die zugleich das erste Badeschiff auf der Elbe betrieben. Adolph Johns und Rudolph Johns waren seine jüngeren Brüder.

## Leben und Wirken

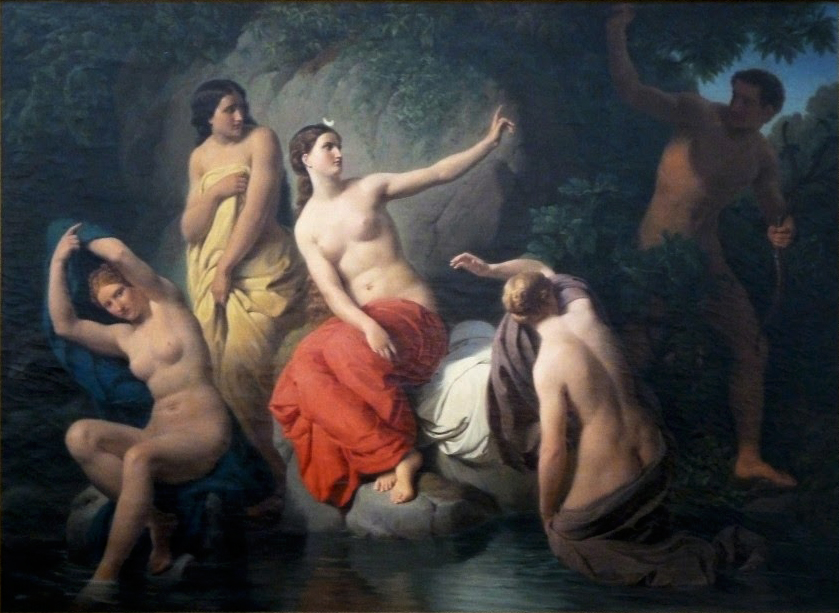
Hermann Steinfurth: Diana und Aktäon (1847)

Johns machte eine kaufmännische Lehre in Hamburg und war anschließend in unterschiedlichen Firmen wirtschaftlich sehr erfolgreich tätig. Dabei führte er zunächst die Geschäfte seines Vaters, des Teemaklers und Kaufmanns Christian Jacob Johns (1781–1861), fort und gründete dann mehrere eigene Firmen. 1864 gehörte er zu den Mitbegründern der Neuen Sparkasse, dem Vorläuferinstitut der heutigen Hamburger Sparkasse.
Bereits als junger Mann Anfang der 1830er Jahre engagierte sich Johns in der Hamburgischen Kommunalverwaltung und gehörte diversen Deputationen und Kommissionen an. Johns war Mitglied des Komitees für den Bau der Hamburg-Bergedorfer Eisenbahn sowie des Komitees zum Bau der Berlin-Hamburger Bahn.
Bekanntheit erlangte er insbesondere, als er maßgeblich den Wiederaufbau der Innenstadt nach dem verheerenden Hamburger Brand von 1842 leitete. Dazu war er insbesondere Mitglied in der nach dem Hamburger Brand eingesetzten Rat- und Bürgerdeputation vom 16. Juni 1842, die sich zentral um den Wiederaufbau der zerstörten Stadt kümmerte. Johns wurde 1848 in die Hamburger Konstituante gewählt. Ab 1859 gehörte Johns der Hamburgischen Bürgerschaft an, aus der er im Januar 1860 aus gesundheitlichen Gründen wieder ausschied.
Am 9. Dezember 1861 wurde Johns für den verstorbenen Heinrich Geffcken in den Hamburgischen Senat gewählt, dem er bis zu seinem Eintritt in den Ruhestand am 31. Dezember 1868 angehörte. Zu seinem Nachfolger wurde William Henry O’Swald gewählt. Auch nach seinem Ausscheiden aus dem Senat blieb Johns aktiv, er gehörte unter anderem dem Verwaltungsrat des Zoologischen Garten Hamburg sowie dem Komitee zur Erbauung der Hamburger Kunsthalle an.
Johns war auch Kunstsammler mit einem Schwerpunkt auf niederländischer und deutscher Kunst. Als Mäzen stiftete er mehr als 20 Werke an die Sammlung der Hamburger Kunsthalle, darunter im Jahre 1852 Diana und Aktäon (Diana wird von Aktäon im Bade überrascht) von Hermann Steinfurth, Waldesdickicht nach einem Sturm (ca. 1630) von Roelant Savery sowie Werke von Thomas Wyck, Aernout Johann Arnold Smit, Adriaen Hendricksz und Cornelis Dusart.
Nach Johns wurde die Johnsallee im Hamburger Stadtteil Harvestehude benannt.